# De medicina
Il De medicina è un trattato scritto dall'enciclopedista e medico romano Aulo Cornelio Celso. Composto probabilmente tra l'impero di Augusto e quello di Tiberio, il trattato faceva parte di un compendio sulle scienze antiche quali l'agricoltura e la filosofia, chiamato dall'autore De artibus. Unico superstite pervenutoci, esso rappresenta una delle più vaste fonti di informazioni sulle pratiche mediche dell'epoca.

## Struttura
Il trattato è diviso in otto capitoli o libri, divisi a seconda l'argomento trattato. In particolare, Celso ha aggiunto alle classiche categorie ippocratiche della chirurgia, dietetica e farmaceutica la nuova scienza denominata medicina empirica. Gli argomenti trattati sono:
- Igiene (libro I)
- Dietetica (libro II)
- Semeiotica (libro III)
- Anatomia patologica (libro IV)
- Farmacologia e Lesioni (libro V)
- Malattie locali (libro VI)
- Chirurgia (libro VII)
- Ortopedia (libro VIII)

Durante tutto il trattato, Celso adotta il medesimo approccio per la trattazione delle malattie: prima dà una descrizione di quelle generali, che colpivano tutto il corpo, poi affronta ognuna separatamente a seconda del luogo o del modo in cui esse si presentano. Questo metodo, largamente utilizzato da altri medici quali Galeno, Rhazes e Avicenna è denominato “dalla testa ai piedi”, una sorta di check-up medico a partire dall'alto.

### Libro I
Dopo un proemio in cui accenna alla nascita della medicina e a tutta la tradizione mitologica di Asclepio importata a Roma dai greci, Celso narra le origini della scienza medica a partire dal suo più autorevole esponente, Ippocrate, il primo a separare questa scienza dalla filosofia naturale. Di seguito, percorre l'avanzare della medicina nell'età classica e in quella alessandrina, dando particolare attenzione a colui che per primo si azzardò a sperimentare le teorie sul corpo umano con l'ausilio dell'autopsia e della vivisezione: Erasistrato. Per finire, analizza la tragica situazione della medicina romana, in mano a ciarlatani e persone non competenti; in particolare Celso riporta la figura di Asclepiade, fondatore della medicina “empirica”, in pieno contrasto con il rigore della scienza ippocratica.
Dopo il proemio, Celso dedica il resto del libro all'igiene, e a come le persone sane debbano preservare la propria salute. Celso raccomanda di evitare gli eccessi, fare esercizio e mangiare due volte al giorno; in seguito tratta di come la costituzione, l'età, il temperamento e fattori ambientali quali la temperatura e il clima possano interferire con il normale decorso della malattia. Infine, tratta di malanni semplici quali il mal di testa, il mal di stomaco, del corpo sciolto e di come rifuggire le epidemie.

### Libro II
Dopo un breve proemio in cui riconosce l'autorità di Ippocrate, Celso riprende il discorso intrapreso nel primo libro riguardo quali climi, età, costituzioni e temperamenti siano favorevoli al mantenimento della salute. In seguito, si occupa di una prima individuazione dei segni di malattia e di morte, spesso consistenti in un'alterazione dell'aspetto o delle funzioni vitali del paziente, e in particolare fa attenzione all'espulsione di alcuni umori quali l'urina, vomito, espettorazioni di vario genere e feci; subito dopo elenca le malattie più frequenti dell'epoca, che tratterà in seguito.
Nella terza parte del libro delinea i diversi modi e strumenti con cui si ottiene la guarigione. Tralasciando per il momento i medicinali, individua il principio base della guarigione nella sottrazione, l'aggiunta o lo spostamento degli umori all'interno del corpo. Le tecniche più usate sono:
- Salasso: largamente utilizzato nella cura delle febbri, spesso come ultima risorsa, doveva essere calibrato in base alle forze del paziente
- Coppette: ciotole di rame o corno, se scaldate e applicate sul corpo provocano, in misura minore, lo stesso effetto del salasso; adatte a pazienti più deboli.
- Purghe: da dividersi in medicinali (come l'elleboro) e in clisteri, muovono il corpo. Il loro uso è stato diffuso a Roma da Asclepiade.
- Gestazione: esercizio ginnico per stimolare la sudorazione, da fare sulle portantine, in nave o sul cocchio.
- Astinenza dal cibo: completa o parziale, sempre consigliata al principio di ogni malattia.
- Vomito: manuale o medicinale, utile in alcune febbri
- Fregagioni: speciale massaggio utile per rassodare e sciogliere il corpo, una sorta di fisioterapia atta per riprendersi dopo un lungo male
- Sudore: da suscitare con l'esercizio o la sauna, utile contro le febbri.

Infine, Celso inizia la parte vera e propria di dietetica, facendo una distinzione tra cibi e bevande forti, medie o deboli, utilizzabili in diversi momenti del decorso della malattia, e conclude dividendo i vari cibi a seconda dei loro effetti sul corpo.

### Libro III
Nel terzo capitolo del trattato Celso indaga i sintomi comuni a numerose malattie, in particolare le febbri. Egli le divide a seconda della durata e della regolarità di esse, individuandone tre tipi: quartana, terzana e quotidiana. Celso propone un metodo di diagnosi basato su alcune variabili, quali la gravità e la durata degli ascessi, la presenza di sudore, la regolarità più o meno spiccata della febbre, la stagione e la costituzione del malato. Il metodo di cura proposto si basa principalmente sull'amministrare cibo al paziente nei tempi giusti, solitamente subito dopo un ascesso di febbre in modo che esso non andasse a togliere le forze al malato; utilizza lo stesso procedimento per il salasso, che inficiava sulle forze rimaste al paziente. In generale, Celso raccomanda di far attenzione ad ogni sintomo, quali battito cardiaco, mal di testa, brividi, freddo, lingua secca e ipocondri dolenti. Inoltre dedica una particolare attenzione alle infiammazioni, che distingue a seconda di quattro caratteri:
- Rubor (rossore)
- Tumor (gonfiore)
- Calor (bruciore)
- Dolor (dolore)

Nella seconda parte, si appresta a descrivere le varie forme di follia, da lui divisa in frenesia (una sorta di eccitazione eccessiva), malinconia (depressione dovuta alla bile nera) e la follia vera e propria. Nei primi due casi, utilizza metodi come il gioco, il dialogo, la lettura e la musica, lasciando le catene, le percosse e le punizioni solo per i folli violenti; in qualsiasi caso, egli constata come la solitudine non faccia che aggravare le condizioni mentali del paziente.
Nell'ultima parte, affronta alcune malattie che colpiscono l'intero corpo, tra cui trovano spazio le cardiopatie e la letargia, caratterizzate da estrema debolezza; l'idropsia o ritenzione idrica, dove si evacuano liquidi in eccesso col ferro rovente; la tisi, che cura col trasferimento in luoghi più salubri, come Alessandria; il mal caduco o epilessia, cronico, che cura con delle cauterizzazioni al cranio; Il morbo regio o ittero, così chiamato perché prevedeva il divertimento e una vita “da re” durante il periodo di remissione della malattia; l'elefantiasi, deformazione curata con i salassi, e la paralisi, apoplettica o localizzata, difficilmente guaribile se non scomparsa al primo salasso.

### Libro IV
Celso inizia il quarto libro facendo una breve descrizione dell'anatomia del corpo, secondo l'ordine “dalla testa ai piedi”. Dopo aver nominato i vari organi in greco e latino (ciò poteva causare confusione, dato che stomaco in greco è ventricolo, e la trachea è stomaco), divide i vari tipi di tessuti: nervosi, come le pareti del ventricolo; spugnosi come il polmone; e muscolosi come il cuore, anche se di esso e del pancreas ammette di non poter aggiungere nulla riguardo allo scopo, ma solo descriverli (la circolazione ancora non era stata scoperta). Quindi comincia affrontando le numerose malattie del capo, quali la cefalgia e l'idrocefalia, la paralisi della lingua e il tetano (che ammetteva solo l'uso del salasso nella cura).
Celso poi descrive le malattie dell'apparato respiratorio come catarro, tosse e infreddatura, per passare poi all'angina e le difficoltà respiratorie (dispnea, asma e ortopnea), curabili con salasso. Particolare attenzione viene data allo sputar sangue, in quanto sintomo molto frequente, dovuto spesso a diabrosi o anastomosi; dopo le irritazioni dell'esofago, Celso passa ai polmoni, descrivendo pleurite e peripneuma (che affronta con l'ausilio di coppette e medicinali).
Celso poi descrive l'epatite, il male alla milza e alle reni, caratterizzate da dolore acuto, gonfiore, vomito, e ulcere; dopo aver parlato di colera e del morbo celiaco, affrontabili con il vomito ripetuto, l'autore si concentra sulle malattie dell'intestino: prima affronta i dolori del tenue con il salasso, poi le varie malattie del crasso, quali dissenteria, lienteria, la diarrea (affrontabili con i clisteri) e l'infestazione da vermi, eliminabili attraverso dei vermicidi.
Dopo un primo accenno ai dolori all'utero e alla vescica, il testo si interrompe per i capitoli riguardanti le esulcerazioni di essi e sui calcoli, a noi non pervenuti.
Dopo una breve descrizioni dei dolori articolari, alle cosce e alle ginocchia, il libro si conclude.

### Libro V
Nel quinto libro Celso introduce l'uso dei medicinali, enunciandone i pro e i contro; l'uso dei farmaci era al centro del dibattito tra medici di tutte le epoche, e, se vedeva favorevoli Erofilo e Erasistrato, mentre trovava in forte opposizione Asclepiade.
Formati da una mescolanza di sostanze semplici e comuni differenti nel peso e nelle proporzioni, i medicinali confezionati dagli antichi potevano essere divisi in:
- emostatici
- suppurativi
- aperienti (che aprono i pori della pelle)
- detersivi (disinfettanti)
- corrosivi
- consumativi
- caustici
- escariotici (cicatrizzanti)
- discussivi (disperdono la materia in eccesso)
- attrattivi e repulsivi (richiamano o respingono la materia)
- ammolienti
- quelli atti a far cadere la crosta, a levigare le asprezze e a far carne

In seguito Celso spiega la preparazione di numerosi medicinali, dando vita ad un vero e proprio ricettario:
(Aulo Cornelio Celso, De medicina, pag. 263, trad: Angiolo del Lungo)
Celso quindi spiega come preparare i malagmi (pestati di fiori e steli), empiastri (pestati di metalli, semi-liquidi), i pastilli (come gli empiastri, ma solidi), gli acopi (liquidi contro le lesioni ai nervi), diversi antidoti, le pillole (compresse con vari effetti, ma di disturbo per lo stomaco), e i pessari (medicamenti avvolti nella lana, citati anche nel giuramento di Ippocrate, utilizzati per l'aborto e per l'espulsione del feto morto).
Nella seconda parte del libro l'autore affronta il vasto campo delle lesioni. Esse differiscono a seconda se siano esterne (ferite), con consunzione interna (cancri), con formazione di corpi (calcoli) con aumento di volume (vene varicose) o per difetto; inoltre egli le differenzia a seconda della gravità in agevoli, difficili e insanabili, tenendo conto di profondità e vastità della ferita e della parte del corpo dove si è presentata. Dopo aver elencato i vari sintomi a seconda di quale organo venga colpito, Celso analizza in maniera accurata i fluidi che si accompagnano ad un miglioramento o un peggioramento della ferita: essi sono sangue, sania (liquida e di vario colore), e pus. In seguito, l'autore mostra come arrestare le emorragie con l'ausilio di garze e come rimarginare la ferita tramite sutura, fibbie o fasciature.
Dopo un generale approccio consigliato per qualunque tipo di lesione (consistente in pulitura, fregagioni e uso di medicamenti), Celso affronta dapprima i cancri, facendo particolare menzione delle gangrene, che vedono nel salasso e nell'amputazione dell'arto colpito l'unica via di cura; poi passa alle morsicature, tutte venefiche, meno gravi se di cane o scimmia, più gravi se di animali velenosi come lo scorpione, la tarantola o l'aspide (in tal caso egli ammette l'usanza, importata dalla tribù gallica degli Psilli, di succhiar via il veleno dopo aver stagnato il sangue dell'arto); in entrambi casi, è utile anche l'uso di antidoti, anche nel caso di veleni nei cibi.
Segue la trattazione delle ustioni attraverso farmaci, passando poi alle piaghe interne come il carbonchio, il terioma e il carcinoma; poi spiega l'approccio a vari tipi di ascesso. L'ultima parte viene dedicata in particolar modo alle fistole, delle carie della carne che possono diventare anche molto profonde; Celso, dopo averne indagato la complessità dei vari rami con un ago ne favorisce la cura con l'introduzione dei medicamenti direttamente all'interno. Infine, l'autore fa una panoramica delle varie irritazioni della pelle.

### Libro VI
Celso nel sesto libro elenca le principali malattie delle singole parti del corpo. Incomincia subito parlando delle varie malattie del capo, in particolare quelle che provocano la caduta dei capelli (alla quale non c'è cura). Segue un piccolo paragrafo sulla cosmesi, aggiunto con riluttanza giustificandosi col fatto che “non si può impedire alle donne di farsi belle”, in cui tratta la cura dei porri, le efelidi e le lentiggini con l'uso di creme.
Subito dopo passa alla descrizione delle malattie degli orecchi e le modalità di estrazione di corpi estranei o vermi da suddette cavità. L'autore, dopo aver brevemente trattato delle malattie delle narici e dei denti, concentra la sua attenzione sulle malattie degli occhi, di cui è profondo conoscitore (probabilmente Celso aveva tenuto conto delle lezioni di Evilpiade, il miglior oftalmico e chirurgo oculista dell'epoca). Già trattate da Ippocrate, le malattie agli occhi seguono il principio base di una cura tanto più blanda quanto più è grave l'infiammazione, per non irritare con medicamenti energici l'occhio già provato. I principali sintomi sono rigonfiamento, lacrime e scolo di liquidi, dolore, ulcerazione, palpebre incollate e nei casi più gravi l'esplosione dell'occhio e la morte; la cura è a base di salassi, medicamenti fatti di bende inzuppate e l'uso dei numerosi colliri. In seguito affronta la cura specifica di alcune malattie come i carboncelli, le pustole, i pidocchi delle ciglia, le ulcere, le infiammazioni e la xeroftalmia, curabili sempre attraverso i colliri, per poi passare all'annebbiamento della vista, la midriasi, la paralisi dell'occhio e l'ipochisi (o cataratta, risolvibile solo con l'operazione chirurgica).
Celso quindi affronta le malattie del cavo orale, quali la tonsillite e le ulcere a bocca, affrontabili tramite gargarismi con speciali decotti.
Con particolare attenzione vengono trattate le malattie delle “parti oscene”, i genitali, dove spesso il pudore impediva lo stesso rivolgersi ad un medico per la guarigione; Celso quindi si appresta a trattare delle infiammazioni, i fimi e i cancri del pene. Dopo aver trattato della cura delle infiammazioni dei testicoli, passa alle malattie dell'ano, ovvero ragadi, condilomi e emorroidi, tutte trattabili con cibi liquidi e cauterizzazione.

### Libro VII
Nel settimo libro Celso introduce la chirurgia: scienza molto antica, praticata già da Ippocrate e tramandata successivamente a Roma, l'autore esprime chiaramente come questa parte del trattato tenga conto delle tecniche utilizzate da Megete, il più grande chirurgo romano del tempo. Celso poi fa una breve descrizione delle qualità del chirurgo "dove la semplicità, la precisione e la correttezza della lingua e dello stile sono associate alla copia delle notizie e delle considerazioni generali, talune delle quali non hanno ancora perduto la loro attualità":
(Aulo Cornelio Celso, De medicina,pag.411, trad: Angiolo del Lungo)

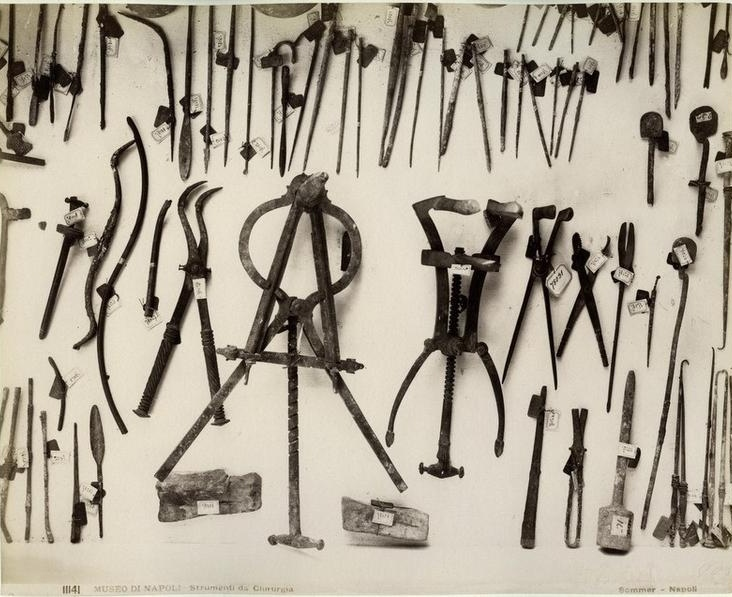
Strumenti chirurgici di età romana

Dopo questo ritratto, l'autore inizia a elencare le varie operazioni chirurgiche possibili all'epoca, partendo dal taglio di contusioni o ascessi, più piccolo e lineare possibile, e dal ferro arroventato. L'autore descrive come tenere sotto controllo la suppurazione della ferita, controllando la normalità di fame, sonno, respiro e della colorazione del pus; subito dopo affronta la fistola, che, se ad un solo seno, può essere riempita di medicamenti e suturata, ma, se ramificata, obbliga il medico a asportare la parte colpita; Celso poi descrive i metodi di estrazione di vari tipi di dardi e proiettili. Dopo aver trattato dell'asportazione delle lesioni del capo, Celso, tenendo sempre presente gli insegnamenti di Evilpiade, tratta le numerose operazioni da eseguire sull'occhio.
Prima affronta i casi più semplici, poi Celso concentra l'attenzione all'operazione della cataratta, una delle più difficili da eseguire all'epoca. A causa della difficoltà, Celso ritiene giusto far precedere l'operazione dalla descrizione dell'anatomia dell'occhio, metodo usato anche in seguito; delinea così le cinque membrane che formano suddetto organo: cornea, coroide, aracnoide, ialoide e cristallino, il quale può opacizzarsi. L'operazione consisteva nell'introdurre un ago rovente nell'occhio e fare a pezzi la cataratta, facendo attenzione ad ogni minimo movimento perché avrebbe potuto rendere cieco per sempre il paziente.
Celso passa quindi alla perdita di umori dall'occhio, arrestabile attraverso diverse incisioni sul cranio, e al blocco del condotto uditivo, perforabile; si sente in dovere anche di riferire come si faccia il buco alle orecchie (sebbene ritenga disonorevole per un uomo indossare degli orecchini); inoltre parla di alcuni rudimenti di chirurgia plastica nei mutilamenti di naso, bocca e orecchie. Seguono le malattie della bocca, dove si mostrano anche i primi precetti di odontoiatria, con l'estrazione dei denti da latte e cariati tramite tenaglie, l'asportazione delle tonsille e l'operazione dell'ugola; inoltre ribadisce come la medicina sia una scienza congetturale, dicendo che “in medicina, se è costante il da farsi, non lo è l'avvenire”. Dopo aver accennato alla rimozione delle cisti del collo, Celso passa direttamente alla rottura delle membrane che contengono i visceri, che provocano diverse forme di rigonfiamento dell'ombelico, curata con l'incisione di esso e il riposizionamento con le dita di tutto ciò che si trovi al di fuori del peritoneo.
Molta importanza assumono nel trattato le operazioni ai testicoli, tanto da richiedere anch'essi di essere preceduti da un piccolo quadro anatomico dove si fa menzione delle membrane, lo scroto, il darto e l'elitroride, e dell'insieme di vene, nervi e arterie che le percorrono (cremasteri). Le operazioni dei testicoli si connotano per la similitudine con quelle dell'ombelico, in cui i visceri invadono le suddette membrane. L'operazione si esegue sempre incidendo sopra l'inguine e discostando le membrane con le dita, poi, a seconda se ernia o ramice il medico agisce in diverso modo. Nell'indurimento dei cremasteri invece si può solo tentare un'incisione, a rischio però di portare alla morte il paziente o di amputare il testicolo.
L'autore passa quindi alle operazioni del pene, come quella per la fimosi, per ricoprire il glande o per l'infibulazione, eseguibili tramite una semplice incisione, per poi passare all'operazione più delicata dell'epoca: il "mal di pietra" o rimozione dei calcoli, di antica tradizione, già citata nel giuramento di Ippocrate come esclusiva del chirurgo. Data la grande complessità, questa operazione era usata spesso come ultima risorsa, e altrettanto spesso funzionava solo nei bambini. Infilando una mano all'interno dell'ano del paziente fino ad arrivare alla vescica, il medico, aiutandosi con la mano fuori, portava il calcolo fino al collo di essa, dove con un'incisione lo recuperava. Il calcolo però poteva presentare spine, poteva rompersi o sgretolarsi in sabbia o essere troppo grosso per poter essere estratto, tutte situazioni che potevano ledere la vescica e provocarne la gangrena.
Celso quindi passa alle operazioni sull'apparato genitale femminile e l'estrazione del feto morto dall'utero. Segue poi la cura tramite incisione di condilomi, ragadi e emorroidi, nonché dei vari varici e gangrene che si possono presentare in diverse parti del corpo.

### Libro VIII
Nell'ultimo libro Celso parla principalmente di ortopedia e della cura di fratture e lussazioni. Il capitolo inizia con una descrizione della posizione e la conformazione delle ossa, partendo dal cranio, per poi passare a faccia, la spina dorsale, le costole, le scapole, le clavicole e la simile struttura di gambe e braccia. Subito dopo, l'autore si concentra sui segni per riconoscere le ossa guaste e altri tipi di lesione, tra i quali fenditura, frattura, perforazione, ammaccatura e slogatura. Prima di trattare le cure specifiche, dà delle indicazioni generali sulle amputazioni, da eseguire con l'uso di trapani, scalpelli, seghe e, se il guasto è particolarmente ristretto, con un miodolo. Celso quindi inizia con la descrizione delle fratture del cranio, in cui veniva rimosso tramite dei buchi una parte dell'osso, e, per evitare complicanze dovute ai casuali contatti con le membrane del cervello, si usava una lamina di metallo per proteggere dai colpi di scalpello. Per Celso il naso e l'orecchio, se fratturati, vanno rimessi a posto con una fasciatura; la clavicola va rimessa in sede e sostenuta legandola da sotto l'ascella mentre la frattura delle costole può essere molto pericolosa in quanto può perforare le visceri e va trattata col salasso; nelle fratture degli arti, vale la regola generale che, più la frattura è vicina alle estremità, più è grave; per curarla bisogna prima estendere l'arto per far tornare l'osso in loco, e poi fasciare o applicare una stecca; più problematico se la frattura lacera la carne, perché in quel caso c'è rischio di gangrena. Nella seconda parte del capitolo, Celso descrive la cura delle lussazioni, dove l'osso esce fuori dalla sua sede naturale, quindi mostra il modo di rimettere a posto le varie ossa del corpo, escludendo quelle della spina e del capo poiché non riposizionabili; egli descrive questi casi "non perché a questi segni si riconosca di che si tratta, e che la famiglia non attribuisca deficienza del medico la perdita di chi ne muoia".

## Tematiche
Durante lo svolgersi del trattato, Celso affronta alcune tematiche importanti, alcune delle quali sono ancora discusse dalla medicina moderna.

### L'autopsia e la vivisezione
(Aulo Cornelio Celso, De medicina,pag.10, trad: Angiolo del Lungo)
Celso affronta il problema morale della vivisezione con apparente cinismo, ritenendo più che giusta la pratica di Erasistrato di utilizzare i condannati a morte per le sue indagini anatomiche. Fermo sostenitore delle autopsie come unico modo per conoscere la struttura interna del corpo (visibile solo però ad un occhio esperto e allenato dal rigore ippocratico, e pertanto avversato dai sostenitori del metodo empirico), si differenzia però per una maggiore attenzione ad evitare le sofferenze all'animale o all'uomo destinato alla vivisezione.

### Il metodo empirico
Celso si scontrò aspramente con i sostenitori del metodo empirico, tra i quali esponenti di spicco furono Asclepiade e l'allievo Temisone. Alla loro convinzione che le malattie andassero solo combattute, utilizzando la dieta e modificando lo stile di vita, senza conoscerne le cause (avvalorata dal fatto che, utilizzando gli stessi metodi, alcuni pazienti guarissero e altri no), l'autore oppone una strenua difesa del metodo ippocratico, basato sull'indagine analitica delle cause, senza per questo rifiutare metodi e farmaci creati tramite il metodo empirico, se in grado di portare ad un effettivo miglioramento delle condizioni del paziente.

### Medicina, scienza congetturale
(Aulo Cornelio Celso, De medicina, pag.63, trad: Angiolo del Lungo)
In più punti del trattato Celso riconosce come la medicina, nonostante la sua antica tradizione, possa ben poco contro le malattie. Spesso la natura riusciva dove la medicina risultava impotente, guarendo pazienti ormai dati per spacciati o uccidendo quelli in via di guarigione. Questa incertezza è dovuta al fatto che la medicina è una scienza congetturale e non certa, basata su supposizioni e deduzioni; da questa quindi non si può pretendere un elevato grado di accuratezza, ma anzi, il fatto che molti malati guarissero ad opera del medico, ne dimostra l'effettiva utilità. Dove la medicina non può, Celso rimette tutto nelle mani della natura. È per questo motivo che a Roma (ma questa convinzione si protrarrà fino al XVIII secolo) il salasso, ritenuto utile in ogni forma di malattia, era praticato come mezzo in extremis, spesso accelerando la dipartita del paziente, sebbene si sapesse quanto pericoloso fosse l'utilizzo di questo metodo. Celso lo giustifica così:
(Aulo Cornelio Celso, De medicina,pag.86, trad: Angiolo de Lungo)

### Rapporto con le credenze popolari
Celso nello scrivere il libro, riporta i pareri di eminenti maestri, ma fa anche attenzione a come la secolare tradizione medica delle campagne affronti alcuni tipi di malattie. Se a volte è critico e smentisce tali credenze, basate spesso su suggestioni, altre volte accetta tali metodi come alternativi, in quanto, sebbene privi di una base scientifica, molte volte raggiungevano l'obiettivo di guarire proprio dove la medicina dell'epoca era impotente.

### Cura delle malattie insanabili
Celso ritiene che il medico debba astenersi dal curare coloro che ormai hanno perso ogni speranza di guarire. per non essere accusati di aver provocato la morte del paziente. Sebbene questa visione sembri pragmatica e utilitaristica, Celso spiega le sue motivazioni, in quanto crede inutile tormentare il povero malato ormai destinato alla morte con inutili cure e sofferenze; ma, se solo si pensa possa esserci una minima speranza di poter risolvere la malattia, allora è dovere del medico tentare la cura, per quanto pericolosa sia, avvertendo prima i familiari di come la natura possa più della medicina, non alimentando vane speranze. Ma, a differenza dei ciarlatani dell'epoca, l'autore dice di dover soppesare ogni malattia, dando ad essa il giusto peso, e non ingigantirla per poi fregiarsi di meriti inesistenti.

### Pudore
(Aulo Cornelio Celso, De medicina, pag.397, trad :Angiolo del Lungo)
Celso si fa alcuni scrupoli nel tradurre dal greco i vocaboli per descrivere le malattie alle "parti oscene" del corpo: questo perché in latino era considerato disdicevole il solo pronunciarne il nome, figurarsi sottoporle all'occhio del medico. Ma proprio a causa della reticenza con cui i malati venivano a mostrare questi disagi ad uno specialista, Celso si propone di scrivere in dettaglio di un argomento in cui il pudore poteva fare da ostacolo alla guarigione; in questo modo, i malati avrebbero potuto informarsi sulla malattia e addirittura curarsi senza che il loro pudore venisse leso. Inoltre, dovendo trattare di tutto ciò che sia salutare per l'uomo, l'autore non può esimersi dal trattare anche di questo difficile argomento. In contrasto si può tuttavia notare come Celso descriva molto bene le malattie dell'apparato genitale maschile mentre dedichi poche righe alle malattie dell'utero, quando invece erano le donne che più spesso, per pudore, avevano difficoltà a mostrare i loro disturbi.

## Stile
Celso scrive in un latino elegante e semplice, che ha favorito l'ampia diffusione dei suoi trattati nel Rinascimento; la chiarezza con cui è riuscito a descrivere le malattie e le varie cure e operazione gli è spesso valsa il titolo di “Cicero medicorum” e di “Ippocrate romano”.

## Fortuna
Il trattato ebbe una grande fortuna in ambito romano; la parte di medicina è ricordata da Plinio il Vecchio.
Completamente sconosciuto durante il Medioevo, il trattato fu ritrovato da papa Niccolò V e pubblicato nel 1478, ed ebbe grande diffusione per tutto il Rinascimento.